# Златарска сиријада
Златарска сиријада је манифестација, настала 1997. године, као својеврсно такмичење произвођача златарског сира. Од 2013. године она се одржава у Новој Вароши, у оквиру манифестације Златарфест.
Златарски сир од јуна 2013. године, званично је заштићен бренд са географском ознаком порекла у Заводу за заштиту интелектуалне својине.
Прва златарска сиријада одржана је 12. јула 1997. године у Булатовићима, на фарми земљорадничке задруге из Нове Вароши. Нема писаних трагова о учесницима, али је по сећању организатора било око двадесетак такмичара - произвођача златарског сира. До сада је одржано укупно 18 златарских сиријада, од чега највећи број у селу Божетићи. Удружење сточара „Увачка река млека”, од оснивања 2009. године, учествује у организацији „Златарске сиријаде”. 
У оквиру ове манифестације поред такмичења и изложбе најбољих сирева са Златара, одржава се и пратеће такмичење у прављењу најбоље пите од хељде (хељдопите) која без неизоставних састојака златарског сира и златарске хељде са обронака златног Златара не би била тако посебна.